# Готфрид фон Нейфен
Го́тфрид фон Не́йфен (ср.-в.-нем. Gottfried von Neifen) — немецкий средневековый поэт периода позднего миннезанга.

## Биография
Родился в Урахе. Упоминания о поэте относятся к периоду от 1230 до 1255 годам. На его творчество оказали влияние Вальтер фон дер Фогельвейде и Нейдхарт фон Ройенталь.